# Michael Mason (lekkoatleta)
Michael Mason (ur. 30 września 1986 w New Westminster) – kanadyjski lekkoatleta specjalizujący się w skoku wzwyż.
Na początku kariery został w 2004 roku mistrzem świata juniorów. W kolejnym roku był piąty na panamerykańskich mistrzostwach juniorów, a w 2006 zdobył w Santo Domingo brązowy medal młodzieżowych mistrzostw strefy NACAC. Odpadł w eliminacjach podczas uniwersjadzie w Bangkoku (2007). W sezonie 2008 był ósmy na halowych mistrzostwach świata oraz nie awansował do finału konkursu skoczków wzwyż na igrzyskach olimpijskich w Pekinie. Srebrny medalista uniwersjady w Belgradzie (2009). Podczas igrzysk Wspólnoty Narodów w Nowym Delhi – jesienią 2010 – był siódmy, a na igrzyskach olimpijskich w Londynie – latem 2012 – uplasował się na ósmej lokacie. Tę samą pozycję zajął w 2014 podczas halowych mistrzostw świata w Sopocie. Brązowy medalista igrzysk Wspólnoty Narodów w Glasgow (2014). W 2015 zdobył srebro podczas igrzysk panamerykańskich w Toronto.
Medalista mistrzostw Kanady w różnych kategoriach wiekowych.
Rekordy życiowe: stadion – 2,33 (12 lipca 2015, Edmonton oraz 2 sierpnia 2015, Eberstadt); hala – 2,31 (14 lutego 2015, Nowy Jork).
W 2010 uzyskał licencjat na Uniwersytecie Kolumbii Brytyjskiej. 

## Osiągnięcia
| Rok  | Impreza                              | Miejsce        | Lokata            | Wynik |
| ---- | ------------------------------------ | -------------- | ----------------- | ----- |
| 2004 | Mistrzostwa świata juniorów          | Grosseto       | 1. miejsce        | 2,21  |
| 2005 | Mistrzostwa panamerykańskie juniorów | Windsor        | 5. miejsce        | 2,10  |
| 2006 | Młodzieżowe mistrzostwa NACAC        | Santo Domingo  | 3. miejsce        | 2,19  |
| 2007 | Uniwersjada                          | Bangkok        | el. –             | 2,10  |
| 2008 | Halowe mistrzostwa świata            | Walencja       | 8. miejsce        | 2,27  |
| 2008 | Igrzyska olimpijskie                 | Pekin          | el. – 19. miejsce | 2,25  |
| 2009 | Uniwersjada                          | Belgrad        | 2. miejsce        | 2,23  |
| 2010 | Igrzyska Wspólnoty Narodów           | Nowe Delhi     | 7. miejsce        | 2,20  |
| 2012 | Igrzyska olimpijskie                 | Londyn         | 8. miejsce        | 2,29  |
| 2013 | Mistrzostwa świata                   | Moskwa         | el. – 25. miejsce | 2,17  |
| 2014 | Halowe mistrzostwa świata            | Sopot          | 8. miejsce        | 2,25  |
| 2014 | Igrzyska Wspólnoty Narodów           | Glasgow        | 3. miejsce        | 2,25  |
| 2015 | Igrzyska panamerykańskie             | Toronto        | 2. miejsce        | 2,31  |
| 2015 | Mistrzostwa świata                   | Pekin          | el. – 18. miejsce | 2,26  |
| 2016 | Igrzyska olimpijskie                 | Rio de Janeiro | el. – 18. miejsce | 2,26  |
| 2017 | Mistrzostwa świata                   | Londyn         | el. – 18. miejsce | 2,26  |
| 2019 | Mistrzostwa świata                   | Doha           | 7. miejsce        | 2,30  |